# جایگزینی نسلی
جایگزینی نسلی (به انگلیسی: Generational replacement) نظریه‌ای که توسط پل آر. آبرامسون و رونالد اینگلهارت ارائه شده‌است و سبب تفاوت ارزش‌های جوانان با بزرگترها را شرایط مختلف رشد آنها می‌داند. از آنجا که تجربیات تکوینی افراد در سنین پیش از بزرگسالی، تمایلات آنها را در طول زندگی بعدی شکل می‌دهد، اگر در یک جامعه خاص، گروه‌های جوانتر شرایط اساساً متفاوتی را نسبت به گروه‌های بزرگتر تجربه کرده باشند، تفاوت‌های اساسی و مداومی بین ارزش‌های اساسی نسل‌های قدیمی و جوان پیدا می‌شود. همان‌طور که گروه‌های جوانتر به تدریج جایگزین بزرگترها می‌شوند، به‌طور کلی تفاوت‌های ارزش‌ها و رفتار جمعیت آن جامعه قابل پیش‌بینی و مشاهده می‌شود.
مورد اصلی جایگزینی نسلی در مقاله «جایگزینی نسلی و تغییر ارزش در هشت جامعه اروپای غربی» آبرامسون و اینگلهارت، تغییر از ارزش‌های مادی به فرامادی در بین عموم جوامع صنعتی پیشرفته بود. افرادی که به «حفظ نظم» و «مبارزه با افزایش قیمت» توجه دارند به عنوان  مادی ولی کسانی که بیشتر به «اظهارنظر» و «آزادی بیان» مردم توجه دارند، را به عنوان فرامادی طبقه‌بندی می‌کنند.
چنین تغییری بیانگر این واقعیت است که گروه‌های سنی متولد پس از جنگ جهانی دوم از ۱۹۴۵ در جوامع دولت‌های مرفه غربی، رفاه بی‌سابقه ای را تجربه کرده‌اند، در حالی که گروه‌های قدیمی‌تر با ناامنی اقتصادی و فیزیکی مرتبط با جنگ جهانی اول، رکود بزرگ و جنگ جهانی دوم رشد کرده بودند.